# Dasgupta
Dasgupta oder Das Gupta (bengalisch: দাসগুপ্ত, Dāsgupta; oder দাশগুপ্ত, Dāśgupta) ist ein bengalischer Familienname.

## Namensträger
- Alokeranjan Dasgupta (1933–2020), indischer Dichter und Literaturwissenschaftler
- Amiya Dasgupta (Musiker) (1924–1994), indischer Sitar- und Surbaharspieler, Komponist und Musikpädagoge
- Amiya Kumar Dasgupta (1903–1992), indischer Ökonom
- Biplab Dasgupta (Wirtschaftswissenschaftler) (1938–2005), indischer Wirtschaftswissenschaftler und Politiker
- Biplab Dasgupta (Schauspieler)
- Buddhadeb Dasgupta (1944–2021), Filmregisseur
- Buddhadev Das Gupta (1933–2018), Musiker
- Chandrashekhar Dasgupta (1940–2023), indischer Diplomat
- Chidananda Dasgupta (1921–2011), Filmkritiker und Autor
- Harisadhan Dasgupta (1923–1996), Filmregisseur und -Produzent
- Inanendra Das Gupta (1888–nach 1919), indischer Chemiker und Nationalist
- Oliver Das Gupta (* 1974), deutscher Journalist
- Partha Dasgupta (* 1942), Wirtschaftswissenschaftler
- Prabuddha Dasgupta (1956–2012), indischer Modefotograf
- Probal Dasgupta (* 1953), Sprachwissenschaftler
- Purnamita Dasgupta, indische Wirtschaftswissenschaftlerin
- Rabindra Kumar DasGupta (1915–2009), indischer Sprachwissenschaftler
- Rana Dasgupta (* 1971), britisch-indischer Schriftsteller
- Roma Dasgubta, Geburtsname von Suchitra Sen (1931–2014), indische Filmschauspielerin
- Sukumar Dasgupta (1907–nach 1961), indischer Filmregisseur
- Surendranath Dasgupta (1885–1952), Indologe und Philosophiehistoriker